# Palazzo Arrigoni Albergoni
Il palazzo Arrigoni Albergoni, già Benvenuti, Monticelli è una dimora storica di Crema.

## Storia
Le prime informazioni documentate risalgono ad un atto del 1396 nel quale si attesta che Giovanni Benvenuti, figlio di Bellino, acquista da Bartolomeo Ferrario, figlio di Petrazolo, un edificio contiguo ad un'abitazione già di sua proprietà pagandolo 300 lire imperiali.
La famiglia Benvenuti, quindi, già abitava in loco e gradualmente si espanse: al 1456 risale l'atto di compravendita stipulato da Tommaso e Bellino Benvenuti e Golfino De' Guinzoni per l'acquisto di un ulteriore edificio al prezzo di 300 lire imperiali. E ancora: nel 1498 Girolamo Benvenuti allargò la proprietà pagando 524 imperiali a Vincenzo D'Almeno. Nel 1499 in un atto di fedecommesso l'edificio con l'attuale pianta è ormai chiamato Casa grande e sul cortile interno si affacciavano alcune botteghe tutte di proprietà dei Benvenuti; il complesso si collocava tra la Contrada di Porta Serio (Via Giuseppe Mazzini), la Contrada del Ghirlo (Via Camillo Benso, conte di Cavour) e il Cantone del Pozzo Vecchio.

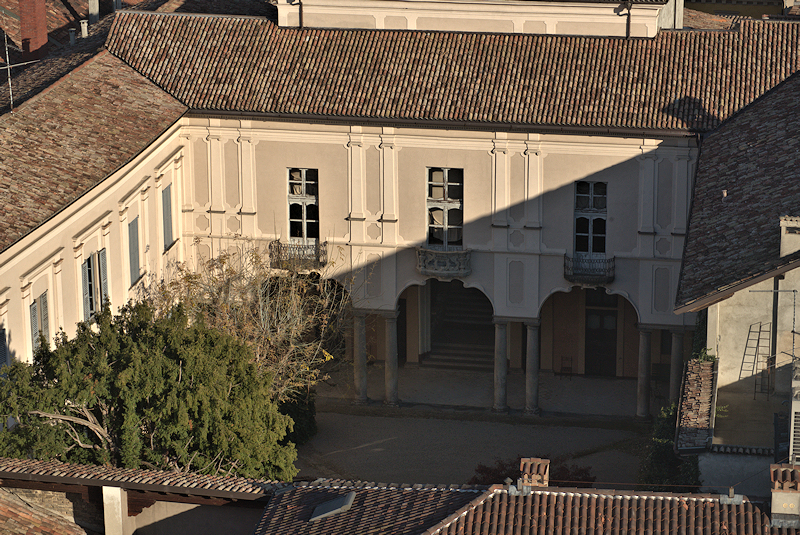
Veduta dall'alto.

Nello Stato d'anime del 1596 vi dimoravano Camillo e Manfredo Benvenuti, ciascuno con sei servi mentre quasi un secolo dopo 1685 risiedeva Curtio Benvenuti e vengono censite dodici botteghe.
Il cambio di proprietà famigliare avvenne nel 1775 con l'acquisto dell'immobile da parte del nobile Carlantonio Monticelli da Manfredo Benvenuti al prezzo di 141 mila lire e nell'atto venivano citate quattordici botteghe. Il figlio Luigi Maria lo rivendette nel 1830 a Fortunato Albergoni; in seguito l'immobile pervenne agli Arrigoni per via ereditaria femminile.

## Personalità legate al palazzo
- Agostino Benvenuti, fu capitano e affiancò Renzo da Ceri durante l'assedio di Crema del 1514; riuscì ad attuare una sortita nei dintorni di Castiglione d'Adda per depredare la terra viscontea e recuperare vettovaglie per la popolazione affamata; anche i figli Ettore e Mario intrapresero la carriera militare, luogotenente colonnello il primo, capitano di corazze il secondo; combatterono per Carlo V d'Asburgo[10].
- Girolamo Benvenuti testò il 14 marzo 1614 e donò all'Ospedale degli infermi 10 mila ducati[11].
- Mario Benvenuti, militare fino al grado di colonnello definito da Francesco Sforza Benvenuti valoroso, abilissimo spadaccino, prepotente. Richiesto dal Senato veneto un valente gentiluomo, il Gran Consiglio cittadino nel 1646 pensò a lui quale persona di fiducia per accorrere al soldo di Venezia durante la guerra contro i turchi. Nel 1648 difese il ponte di Montodine dal passaggio di truppe francesi, in guerra con gli spagnoli, che intendevano raggiungere il lodigiano passando per il cremasco[12].
- Giovan Battista Benvenuti, pure lui dedito alla carriera militare, partecipò alla difesa di Vienna assediata dai turchi nel 1683 e partecipò ad alcune campagne balcaniche contro l'Impero ottomano; per questo l'imperatore Leopoldo I d'Asburgo gli concesse il titolo di conte[7].
- Carlantonio Monticelli all'arrivo dei francesi abbracciò la causa repubblicana e fu sostenitore, in qualità di Presidente della municipalità legislativa, dell'abolizione dei titoli nobiliari e del rogo simbolico delle parrucche, una moda in voga tra gli altolocati dell'epoca. Con l'arrivo degli austriaci si adeguò al nuovo ordine politico e fu tra i firmatari della supplica dei nobili cremaschi, indirizzata a Francesco II d'Asburgo-Lorena, per la riconferma dei titoli[9].
- Fortunato Albergoni: dopo le Cinque giornate di Milano gli austriaci abbandonarono anche Crema; si formò così un governo cittadino provvisorio di cui fu membro assieme ad Angelo Cabini, Orazio Fadini, Paolo Marazzi, Attilio Noli, Antonio Riboli e Luigi Tensini. Durò solo pochi giorni dal 30 marzo al 14 aprile 1848[13].
- Fortunato Albergoni (figlio di Napo), militare con il grado di tenente e morto l'11 dicembre 1917 per le ferite riportate in combattimento durante la prima guerra mondiale, decorato della medaglia d'argento al valor militare[14].
- Emma Albergoni: alla memoria del fratello Fortunato effettuò una donazione di 100 mila lire all'Ospedale Maggiore; in suo onore l'ente sanitario commissionò al pittore Francesco Arata un ritratto[15].
- Angelo Napo Arrigoni Albergoni (1921-2018) fu architetto[9], progettista del Monumento ai Caduti del mare nel parco del Campo di Marte[16], partecipò alla riqualificazione del Borgo San Pietro, fondatore del Panathlon Club Crema[17]. Nel 1994 veniva autorizzato ad aggiungere al cognome Arrigoni quello degli avi Albergoni[18].

## Caratteristiche

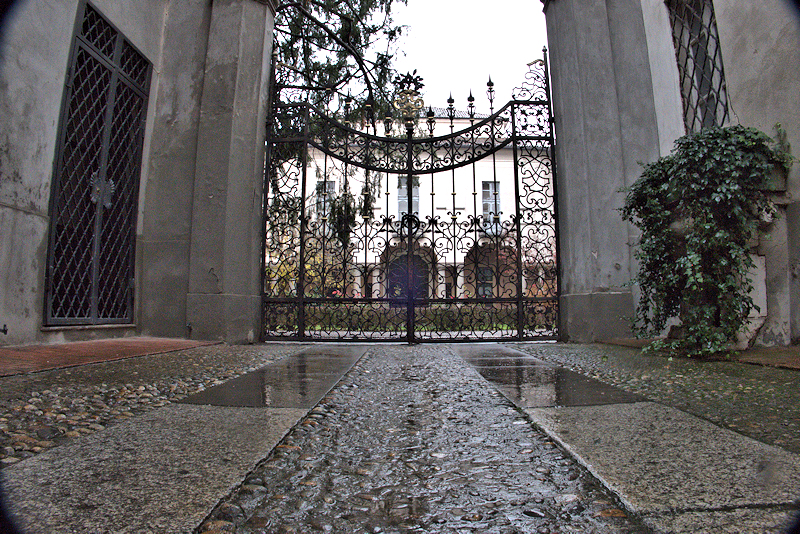
Il passo carraio da via Cavour.

Da Via Cavour un breve passaggio carraio con trottatoie giunge ad un elaborato cancello in ferro battuto da cui si accede alla corte del palazzo oggi occupata da un giardino all'italiana.
Ha una pianta ad "U" e l'ala destra è la più antica: esternamente si affaccia su via Mazzini e vi si ravvisano resti di antiche aperture, una porzione di architrave  un archivolto in cotto la cui apertura ora accede ad un esercizio commerciale ma che, anticamente, era il primitivo accesso, tutti databili al XIV e XV secolo. Queste tracce residue presentano decorazioni raffinate con due animali dalle cui fauci esce un fregio e motivi a viticcio.

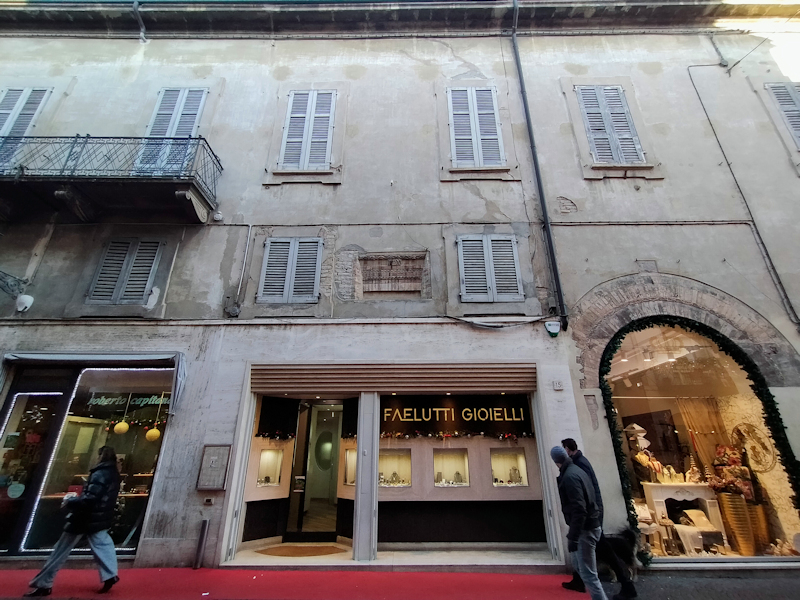
Architrave e archivolto antichi sulla fronte verso via Mazzini.
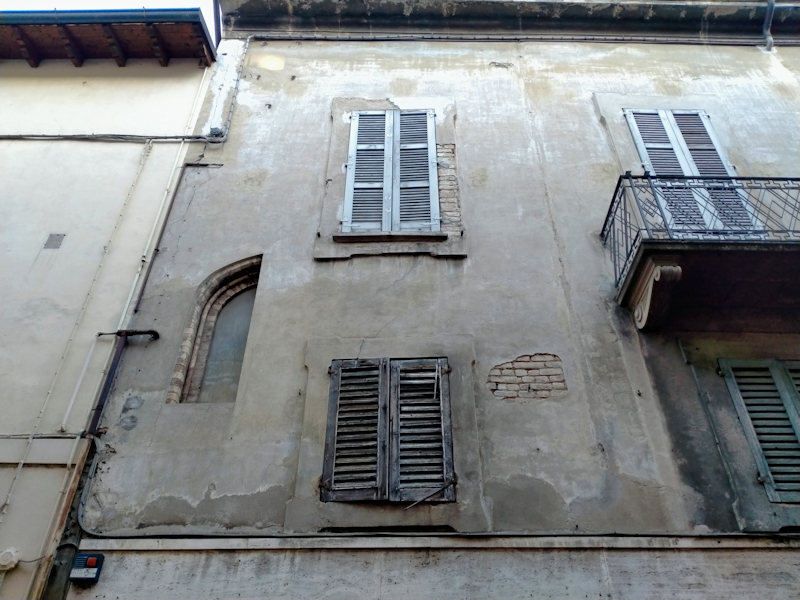
Resti di una finestra.

L'aspetto della fronte è dovuto ad un riassetto attuato a partire dal 1742 a cura dei capomastri Urbano Gerola e Andrea Nono ed è divisa in due ordini: in quello inferiore vi si apre un portico a tre fornici con archi mistilinei e colonne doriche binate (tre nelle parti più esterne) secondo una metodologia progettuale tipica di Andrea Nono. 
All'ordine superiore doppie paraste binate dividono la muratura in tre specchiature all'interno del quale si aprono altrettante porte finestre che hanno la funzione di dare luce alla galleria interna: i balconcini laterali sono in ferro battuto, quello dell'apertura centrale è in pietra.
L'ingresso principale conduce al monumentale scalone d'onore, realizzato nel 1756, composto da un rampa centrale che si divide in due rampe laterali con balaustra in marmo molto elaborata, composta da volute capricciose ed elementi vegetali, in stile barocco e rococò, che creano luci e ombre. Sulla volta appaiono degli stucchi e un dipinto che raffigura Venere e Paride attribuito al pittore milanese Federico Ferrario.
In due sale interne dell'ala sinistra la fascia superiore è decorata con quadrature e figure dipinte; sono precedenti al rifacimento del corpo principale e ricordano la mano di Giovanni Galliari oppure del Castellino.
All'esterno l'ala sinistra è caratterizzata da sette finestre per piano intervallate da eleganti lesene. L'ala destra, invece, è interamente ricoperta da rampicanti, probabilmente per coprire una superficie meno curata.